# Kirriemore

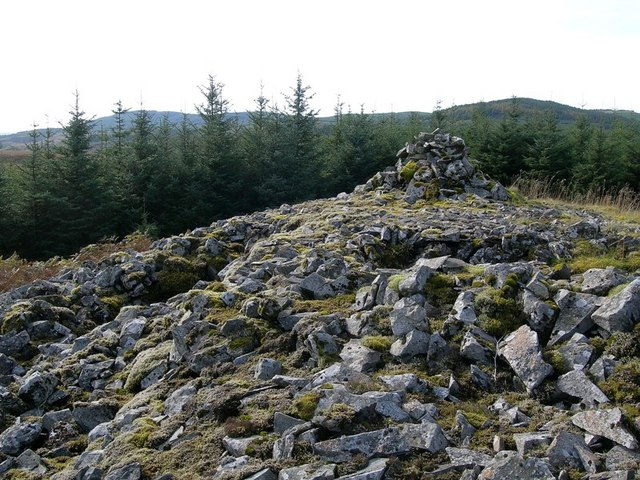
King’s Cairn auf dem Kirriemore Hill

Kirriemore oder Kirriemore Hill (wie Water of Deugh auch  „King’s Cairn“ genannt) ist eine Megalithanlage des Typs Bargrennan Tomb. Sie liegt zwischen den Anlagen von Bencallen Hill und White Cairn in Glentrool, bei Newton Stewart nahe der Grenze zu South Ayrshire in Dumfries and Galloway in Schottland. 
Von den nur vierzehn Exemplaren des Typs befindet sich die Mehrzahl in Dumfries and Galloway. Namensgebend für die Gruppe, deren Merkmal ein Passage Tomb im Rundhügel ist, war der White Cairn von Bargrennan.
Der relativ gut erhaltene, leicht ovale Cairn aus sehr kleinen Steinen, liegt auf einem niedrigen Hügel an den Hängen des Kirriemore Hill, nördlich des Kirriemore Burn. Trotz fehlender Steine an der Nordwestseite ist der über drei Meter hohe Cairn von etwa dreißig Metern Durchmesser eindrucksvoll. Die Steine in der Mitte erheben sich bis zu einer Höhe von 4,5 Metern. Auf der Spitze liegt ein etwa 1,2 Metern hohes Passage Tomb aus groben Steinen. Die intakte, aber einsturzgefährdete Kammer hat Reste eines Ganges der nach Südosten öffnet.